# Campionati francesi di sci alpino 1963
I Campionati francesi di sci alpino 1963 si disputarono a Barèges; furono assegnati i titoli di discesa libera, slalom gigante, slalom speciale e combinata, sia maschili sia femminili.

## Risultati
| Specialità      | Uomini            | Donne               |
| --------------- | ----------------- | ------------------- |
| Discesa libera  | Léo Lacroix       | Annie Famose        |
| Slalom gigante  | Georges Mauduit   | Christine Goitschel |
| Slalom speciale | Léo Lacroix       | Annie Famose        |
| Combinata       | Jean-Claude Killy | Annie Famose        |